# Airdrie
Airdrie er en by i det sydlige Skotland, med et indbyggertal (pr. 2006) på cirka 37.000. Byen ligger i countyet North Lanarkshire, ca. 20 kilometer øst for Glasgow.

## Notable personer
- Anton Danyluk - Love Island 2019 deltager
- Ian Aitken - politisk journalist
- Bill Adam – rackører
- Joe Allen - maler
- Ian Bannen – skuespiller[1]
- John Carmichael – soldat og modtager af Victoria Cross
- Reece Clarke – balletdanser
- John Craig – geolog og leksigraf
- Paul Craig - Mixed Martial Artist
- Leo Cushley – romerskkatolsk ærkebiskop af St Andrews and Edinburgh
- William Whigham Fletcher - biolog
- Hugh de Largie – Australsk politiker
- The Big Dish – pop/rock band
- Ryan Dalziel – racerkører
- Ross Davidson – skuespiller
- Nathan Evans - sanger
- Emily Gerard – forfatter, hvis værker inspirerede Bram Stokers Dracula og fandt på bergrebet Nosferatu
- John Graham, 1. Viscount af Dundee – også kendt som 'Bluidy Clavers' og 'Bonnie Dundee'. Royalist og jacobitsoldat
- Walker Hamilton – forfatter
- Dee Hepburn – skuespiller, bedst kendt for sin rolle i Gregory's Girl
- David Keenan – forfatter, musiker
- Jim Lambie – Turner Prize-nomineret kunstner
- David Ross Lauder – soldat og modtager af Victoria Cross
- Jason Leitch - National Clinical Director for Scotland. Dux of Airdrie Academy
- Sir George G. Macfarlane, ingeniør og videnskabelig administrator
- Alesha MacPhail, mordoffer
- John O'Neill – soldat og modtager af Victoria Cross.
- James Bell Pettigrew
- William Robinson – svømmer, der vandt sølv i 200 m brystsvømning ved Sommer-OL 1908 i London.
- Jim Traynor – sportkommentator og journalist.
- Sir John Wilson – Baronet (Wilson Baronetcy of Airdrie, der fortsætter i dag med 5. Baronet).
- Amanda Hendrick – model
- Grant Harrold – tidligere kongelig butler for prins Charles og Hertuginden af Cornwall
- Kenny Williams – professionel wrestler i Insane Championship Wrestling

### Fodboldspillere
- John Armstrong
- Barry Bannan
- Dick Black
- George Brown
- Jackie Campbell
- Sandy Clark
- Bobby Cumming
- Torrance Gillick
- Dick Hendrie
- Drew Jarvie
- Alan Lawrence – kælenavn 'Nipper'.
- Brian McClair
- Bob McFarlane
- John McGregor
- Ian McMillan
- Robert Main
- Alan Morton – Nicknamed 'The Wee Blue Devil'.
- Billy Neil - Olympian
- Ally Roy
- Matthew Scott
- Gardner Speirs
- James White
- Martin Woods